# Favio Posca
Favio Juan Manuel Posca (Mar del Plata, provincia de Buenos Aires; 22 de diciembre de 1966) es un actor y comediante argentino. Alcanzó gran popularidad luego de su aparición en el programa de Nicolás Repetto en 1995.

## Carrera
Comenzó haciendo Teatro underground en su ciudad Mar del Plata a finales de la década de los 80. En televisión, estuvo en 1992 De la cabeza con Alfredo Casero, y en 1993 en Del Tomate. En 1995, durante un año, interpretó a "El Perro", "Biliqui", "el Rappero" y "Hormiga" en Nico, el programa de Nicolás Repetto que lo hizo famoso.
Después actuó en series de televisión y películas. Durante 2002, incursionó en la conducción con Los osos, junto a Lalo Mir y Alejandro Fantino por El Trece.
Escribe, hace la puesta en escena, compone la música y protagoniza sus unipersonales en teatro.
Practica diversos deportes extremos.
En 2010 presentaba películas musicales en Rewind Movies por MuchMusic.
En 2012 fue el anfitrión del Kid's Choice Awards Argentina
Protagonizó en 2015 el video "Paranoia", de la banda uruguaya No te va gustar.[cita requerida]
Participa del programa de televisión Bailando 2016.

## Filmografía

### Cine
| Año  | Título                            | Papel                                     | Dirección                                        |
| ---- | --------------------------------- | ----------------------------------------- | ------------------------------------------------ |
| 1996 | El dedo en la llaga               | Chicho                                    | Alberto Lecchi                                   |
| 1998 | Cohen vs. Rosi                    | Salvador Rosi                             | Daniel Barone                                    |
| 1998 | La nube                           | Periodista                                | Fernando Solanas                                 |
| 2000 | Condor Crux                       | Sigmund (voz)                             | Juan Pablo Buscarini, Swan Glecer y Pablo Holcer |
| 2000 | Apariencias                       | Iñaqui                                    | Alberto Lecchi                                   |
| 2004 | Los Increíbles                    | Edna Moda (voz para la versión argentina) | Brad Bird                                        |
| 2009 | G-Force                           | Darwin                                    | Hoyt Yeatman                                     |
| 2010 | Lucho y Ramos                     | Lucho                                     | Leonardo Fabio Calderón                          |
| 2012 | Brave                             | Sir Makintosh (voz)                       | Mark Andrews, Brenda Chapman y Steve Purcell     |
| 2014 | Gato negro                        | Pirata                                    | Gastón Gallo                                     |
| 2014 | Los conquistadores, de la comedia | Maikel                                    | Leonardo Demario                                 |
| 2015 | El espejo de los otros            | Lucas Escudero                            | Marcos Carnevale                                 |
| 2019 | El patalarga                      | Chanchurro (voz)                          | Mercedes Moreira                                 |
| 2021 | La panelista                      | Jorge «Chiqui» Marconi                    | Maxi Gutiérrez                                   |
| 2022 | El paraíso                        | Lebrum (voz)                              | Fernando Sirianni y Federico Breser              |

### Televisión
| Año       | Título                        | Papel           | Notas                           |
| --------- | ----------------------------- | --------------- | ------------------------------- |
| 1992      | De la cabeza                  | Varios          |                                 |
| 1993      | Del Tomate                    | El Perro        |                                 |
| 1995      | Nico                          | Varios          |                                 |
| 1996      | Poliladron                    |                 |                                 |
| 1996      | Verdad consecuencia           |                 |                                 |
| 1997      | Archivo Negro                 |                 |                                 |
| 1998      | Mi familia es un dibujo       | Alberto «Beto»  |                                 |
| 1998      | Laura y Zoe                   |                 |                                 |
| 1999      | Gasoleros                     | José «Bambi»    |                                 |
| 2000      | Calientes                     | Daecon          |                                 |
| 2000      | Tiempo final                  | Spiderman       | Episodio: «Hombre araña»        |
| 2001-2002 | El sodero de mi vida          | Bocha           |                                 |
| 2002      | Los osos                      | Coconductor     |                                 |
| 2004      | Los pensionados               | Richard         |                                 |
| 2005-2006 | Sin código                    | Juan            |                                 |
| 2006      | Sos mi vida                   | Lalo            |                                 |
| 2007      | Son de Fierro                 | Ezequiel Fierro |                                 |
| 2008      | Todos contra Juan             |                 |                                 |
| 2008-2016 | Susana Giménez                | Pitito          |                                 |
| 2010      | Rewind Movies                 | Conductor       |                                 |
| 2011      | Los únicos                    | Ronco Milevich  |                                 |
| 2012      | Condicionados                 | Bebe            |                                 |
| 2014-2015 | Noche y día                   | Roberto Berardi |                                 |
| 2016      | Showmatch: Bailando 2016      | Participante    | 13.ra pareja eliminada          |
| 2018      | El host                       | Luno            |                                 |
| 2021      | Victoria, psicóloga vengadora | Patricio P.     | Episodio: «Soledad R.»          |
| 2021-2023 | Entrelazados                  | Mike            |                                 |
| 2022      | Porno y helado                | Picky Valeroso  |                                 |
| 2022      | Dos 20                        | Camilo          | Episodio: «Mamá siempre miente» |
| 2022      | El presidente                 | Videla          |                                 |
| 2022      | La Reina del Sur              | Salvatorre      |                                 |

### Videos musicales
| Año  | Video                | Artista         |
| ---- | -------------------- | --------------- |
| 1997 | «Ojo con los Orozco» | León Gieco      |
| 2015 | «Paranoia»           | No Te Va Gustar |

## Teatro
- 1989: Las invasiones inglesas
- 1991: El ángel gris
- 1991: La calle de las cosas perdidas
- 1991: El zorro
- 1992: El gato con botas
- 1994: Vivitos y coleando
- 1994: El perro que los parió
- 1995: Locos recuerdos
- 1995: El delirio
- 1996: Boster Kirlok
- 1997: Las cuatro estaciones
- 2000: Mamá esta presa
- 2001: Lagarto blanco
- 2004: Peter Pan
- 2004: Alita de Posca
- 2009: Los quiero muchissimo
- 2011: Bad Time Good Face
- 2012: Los Únicos
- 2015: Painkiller
- 2017: Facking Facking Yeah Yeah
- 2018: Dr. Posca
- 2019: Faking Posca

## Radio
| Año       | Título                           | Rol       | Emisora    |
| --------- | -------------------------------- | --------- | ---------- |
| 1998-2008 | He perdido mi malla en la ciudad | Conductor | Rock & Pop |

## Premios y nominaciones
| Año  | Organización                  | Categoría            | Trabajo             | Resultado | Ref(s) |
| ---- | ----------------------------- | -------------------- | ------------------- | --------- | ------ |
| 1997 | Premios Cóndor de Plata       | Revelación masculina | El dedo en la llaga | Nominado  | [ 2 ]  |
| 2011 | Kid's Choice Awards Argentina | Mejor villano        | Los Únicos          | Ganador   | [ 3 ]  |